# Caniçal
Caniçal egy falu Madeira szigetének Machico járásában, a Szent Lőrinc-félsziget tövében, a sziget fővárosától, Funchaltól 52 km-re (Machicótól 7 km-rel északkeletre); a legkeletibb település a szigeten.
A mintegy 3500 lakosú falu egyike a sziget azon településinek, amelyek viszonylag sokat megőriztek egykori halászflottájukból; még nyílt tengeri halászatra alkalmas hajója is van. A bálnavadászat betiltása (1982) előtt a falu lakosainak jellemző foglalkozása a cethalászat (és a cetek feldolgozása) volt; ennek emlékeit gyűjtötték össze a Bálnamúzeumban (Museu da Baleia; nyitva hétfő kivételével 10–12 és 13–18 óra között). Az  ámbráscetekre emlékeztet a Herman Melville regényének címszereplőjéről elnevezett Moby Dick nevű boltocska is, ahol bálnavadászhajók makettjei mellett ún. bálnacsontból készült emléktárgyakat árulnak.
A tengerparton még dolgozik néhány hajóács, sőt, egy korszerű hajógyár is működik.
A faluban minden szeptemberben nagy ünnepséget tartanak: ez a Festa do Senhora da Piedade, aminek központi elemeként a helybéliek csónakjaikkal tengeri útra kísérik a falu Mária-szobrát.
1986-ban Caniçal mellett 200 ezer km²-es tengeri nemzeti parkot hoztak létre a bálnák, delfinek és a barátfókák védelmére.